# ساختمان راه‌آهن
ساختمان راه آهن مربوط به دوره پهلوی اول است و در بندرگز، میدان راه آهن، خیابان شهید مطهری واقع شده و این اثر در تاریخ ۱۱ مرداد ۱۳۸۴ با شمارهٔ ثبت ۱۲۵۶۳ به‌عنوان یکی از آثار ملی ایران به ثبت رسیده است.
این ساختمان توسط مهندسان نازی ها ساخته شده است.